# 铁路大亨
《铁路大亨》是一款由加拿大遊戲設計師席德·梅爾设计的铁路模拟类游戏。本游戏于1990年发行。DOS版游戏于2006年成为可供下载的免費軟體。
玩家控制着一家铁路公司，游戏的目的是铺设铁路、建造车站和购买列车以及设定列车运营时间。
在1990年发行时，评论者认为本游戏是该年度最佳游戏之一。